# 里维尔海滩
里维尔海滩（英語：Revere Beach）是美國马萨诸塞州里维尔市的公共海滩，全长4.8千米，位于波士顿北部，距离市中心约8（5英里）。1875年铺设的铁路在里维尔海滩附近设置车站，使海滩易于到达，成为波士顿地区广受欢迎的夏日消暑休闲区。1896年，该海滩成为全美国第一座公共海滩。如今，搭乘马萨诸塞湾交通局运营的波士顿地铁蓝线至里维尔海滩站，游客可以便捷地从波士顿市区到达海滩，年度沙雕节比赛举行的周末有超过一百万游客光临海滩。

## 历史

### 早期开发

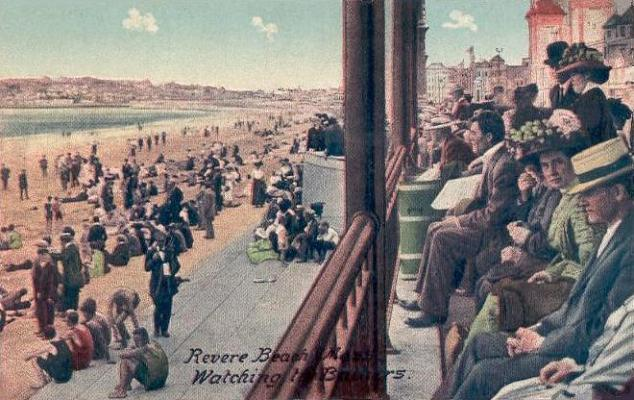
1910年在海滩观赏泳客

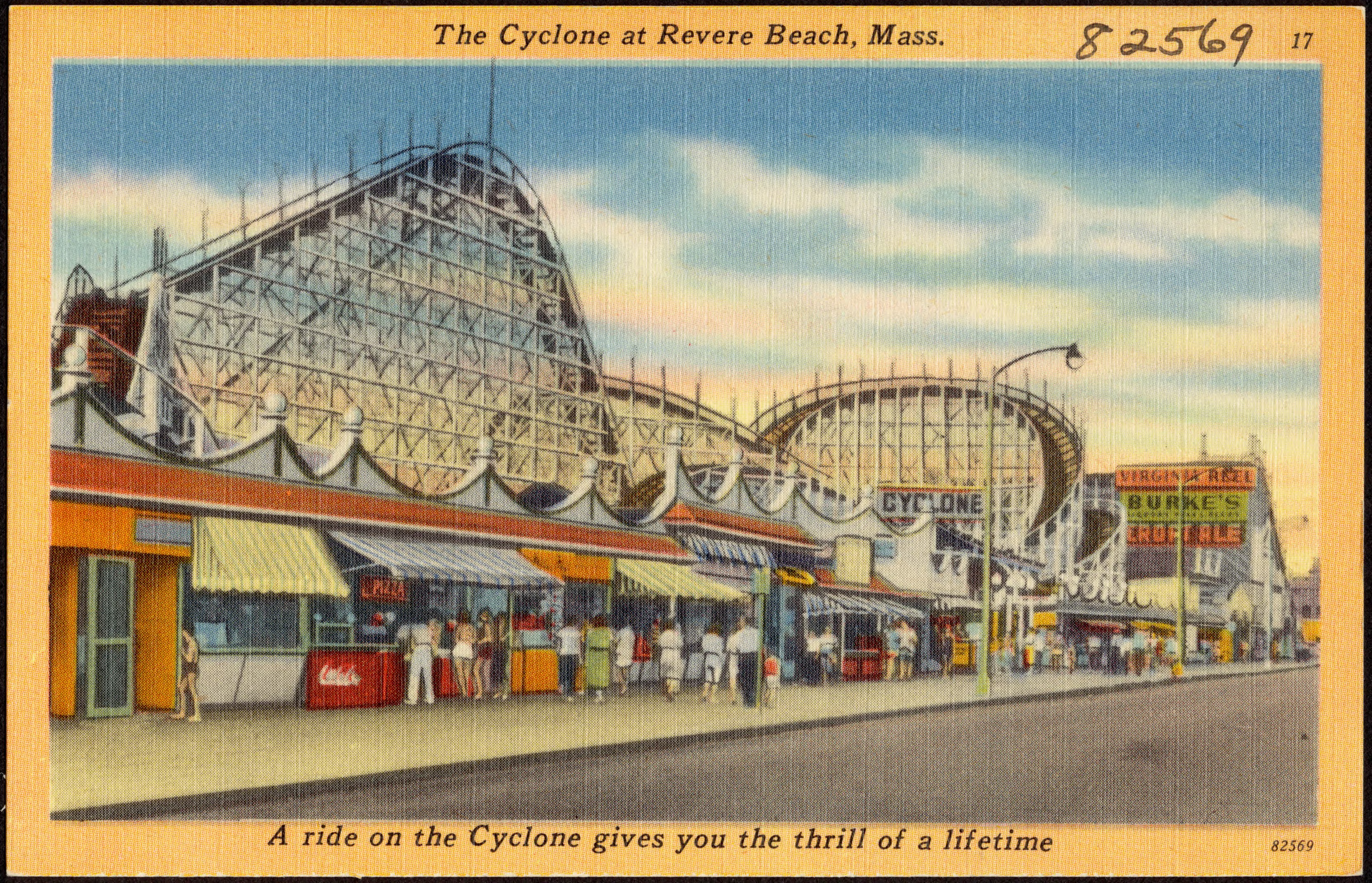
旋风"Cyclone"

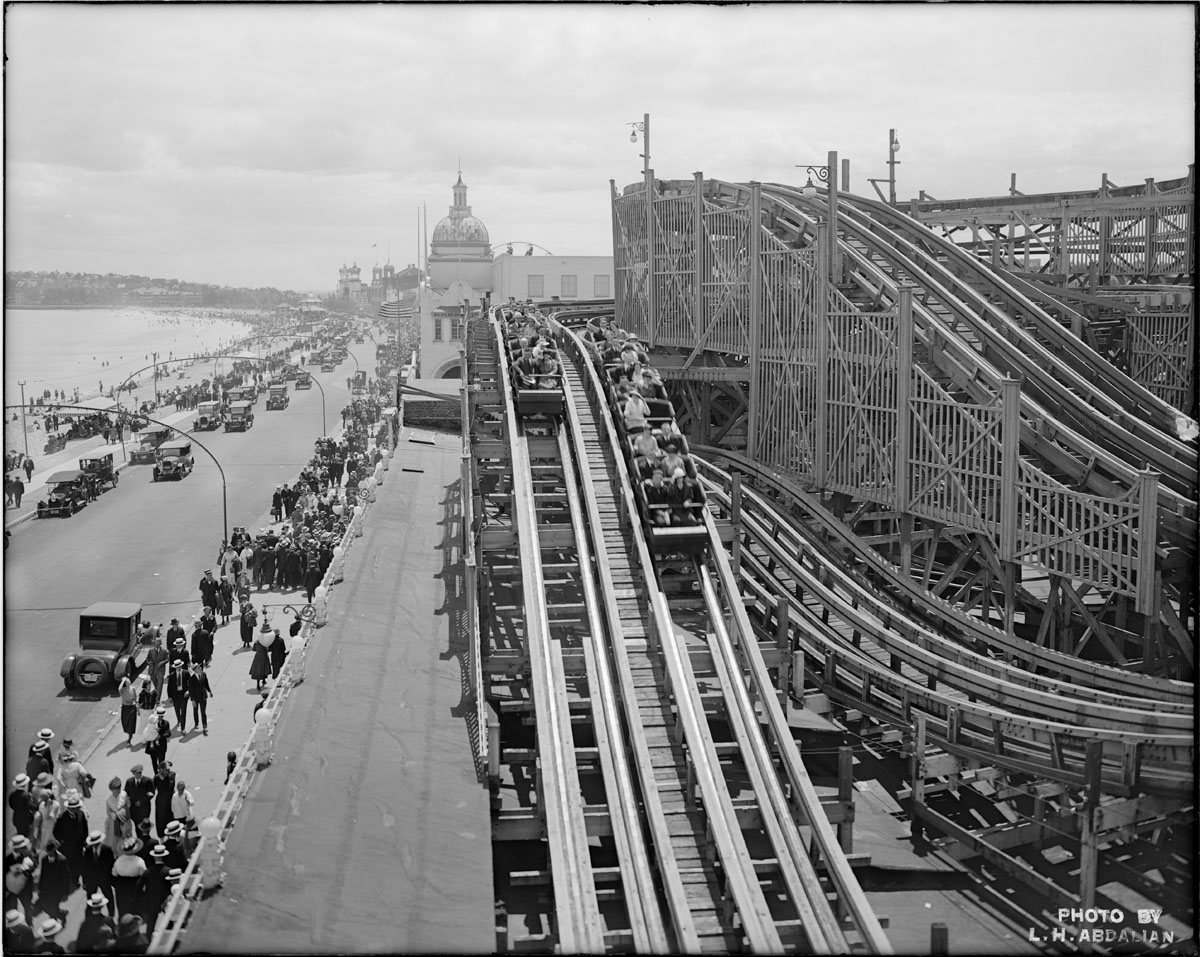
德比赛手

1875年，波士顿里维尔海滩及林恩铁路，又名"窄轨"铁路将其铁路服务延伸至里维尔海滩。从此来自波士顿和周边地区的游客可以轻松访问海滩，使海滩成为夏日消暑的好去处。各种各样跟海滩相关的休闲娱乐设施如雨后春笋般在海滩边冒出。
1896年，都会公园委员会（如今归并入马萨诸塞州休闲娱乐与自然保护区部）开始对海滩进行管理。环境美化设计师查尔斯·艾略特对海滩进行设计，将铁路从海滩移至内陆如今的波士顿地铁蓝线使用的铁轨，与此同时拆除了海滩上上百座建筑。1896年7月12日，里维尔海滩作为全美国第一个公共海滩开放。 海滩开放当日大约有4万5千人光临。

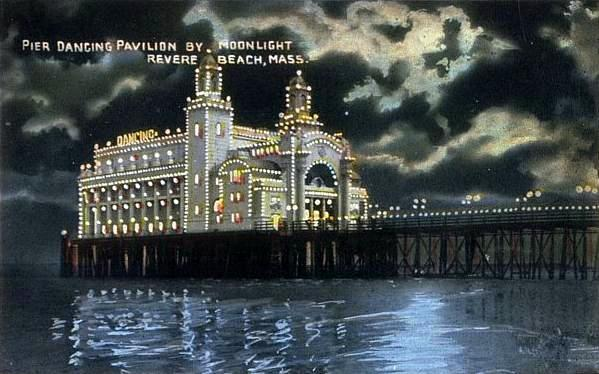
海洋码头（1910年）

随后的数十年里，里维尔海滩上兴建起餐馆、舞廳、舞厅、轮滑鞋场、保龄球馆和过山车等各种海滩旅游相关的建筑。其中最著名的莫过于里维尔海滩的过山车们：建于1925年的木质过山车旋风"Cyclone"，是当时世界上最高的过山车。、木质过山车闪电过山车、竞速过山车德比赛手。这些过山车如今均已拆除。

### 衰退和翻新
20世纪50年代后，随着设施的腐坏，里维尔海滩逐渐开始衰败。1978年2月，一场大型暴风雪侵袭新英格兰地区，摧毁了包括步道、防浪堤在内的很多建筑。
经过里维尔市及马萨诸塞州政府多年的努力，1992年5月海滩重新开放。1996年7月19日那周周末，里维尔市在海滩举行长达三天的庆祝仪式，纪念里维尔海滩开放一百周年。2003年5月27日，海滩被美國國家歷史名勝收录。2007年，里维尔海滩大道重新建造。新规划了景观和步道，并改善了停车场。

## 新英格兰沙雕节
自2004年起，里维尔海滩每年7月都会举办新英格兰沙雕节。节日期间海滩部分区域会被围栏保护起来，沙雕艺术家在此创作沙雕供游客观赏。活动组织者宣称该节日是新英格兰最大的沙雕比赛。2010年大赛总奖金为15000美元。每年沙雕节举办期间会为海滩吸引超过百万游客。

## 水质
2000年海滩法案通过后，马萨诸塞州对里维尔海滩及州内其他海滩实施了一系列措施提升海滩水质。同时，政府在公共网站上公布海滩水质检测结果，并公布由水生病原体引起的海滩关闭信息
里维尔海滩对引起咽喉痛、脑膜炎、腸胃炎、脑炎等疾病的肠球菌病原体进行常规检测。马萨诸塞州水资源管理局每年夏季6到8月期间对海滩的橡树岛、里维尔海滩浴室（州立警察局）、海滩街和松树点四个不同取水点每周进行水质检测。